# استیون هاینه (روانشناس)
استیون هاینه (انگلیسی: Steven Heine؛ زادهٔ ۱ ژانویهٔ ۱۹۶۶) روان‌شناس اهل کانادا است. استاد روان‌شناسی در دانشگاه بریتیش کلمبیا است. او در روان‌شناسی فرهنگی تخصص دارد و از او به عنوان «یک شخصیت برجسته» در این زمینه یاد شده‌است.
سابقهٔ حرفه‌ای: تخصص تحقیقاتی هاینه روان‌شناسی اجتماعی، به ویژه روان‌شناسی فرهنگی با تأکید بر تفاوت‌های فرهنگ غرب و شرق آسیا است. او همچنین در مورد نظریه مدیریت وحشت و ژنتیک اساسی‌گرایی تحقیق کرده‌است.